# Gasdynamik
Gasdynamik är den del av strömningsmekaniken som handlar om gasers rörelse. Gasdynamik som ämne är fokuserat på studier av kompressibel strömning. Machtalet spelar en stor roll i sådan strömning.
Skillnaden mellan ämnesområdena gasdynamik och aerodynamik är att aerodynamiken även omfattar studier av luftens påverkan på föremål som rör sig i den. Gasdynamik kan således sägas vara en grund för aerodynamiken, som även omfattar ett bredare ämnesområde.